# Dhu l-Hijja
Nel calendario islamico, il Dhū l-Ḥijja (in arabo ذُو ٱلْحِجَّة‎?) è il dodicesimo mese dell'anno, di 29 o 30 giorni; come traspare dal nome, il mese è riservato all'espletamento del pellegrinaggio (o ḥajj).
In età preislamica, in sua osservanza, le popolazioni arabe della Penisola Arabica solevano recarsi poco a sud della Mecca per omaggiare una pluralità di divinità pagane (fra cui probabilmente Quzāh, il dio della pioggia e/o della folgore). Con l'Islam, invece, il rito dell'hajj diviene obbligatorio e interessa pure la Mecca e la Kaʿba (in età pagana, lambita solo dal pellegrinaggio urbano della ʿumra). 
La sacralità del mese era accentuata dall'interdetto assoluto di condurre operazioni belliche. Il periodo di tregua seguente era assai proficuo per i commerci inter-arabi, spesso volutamente associati alle pratiche devozionali da compiere.

## Eventi islamici accaduti nel mese di Dhu l-Hijja
- Il 1° Dhu l-Hijja ebbe luogo il matrimonio fra ʿAlī b. Abī Ṭālib e Fatima bint Muhammad (Fatima Zahra).
- Il 7 Dhu l-Hijja gli sciiti affermano fosse martirizzato il loro quinto Imām Muhammad al-Baqir.
- L'8 Dhu l-Hijja, l'Imām al-Husayn b. ˁAlī iniziò dalla Mecca il suo viaggio alla volta di Karbalāʾ.
- Il 9 Dhu l-Hijja, Muslim b. ʿAqīl, nipote di ʿAlī b. Abī Ṭālib, fu martirizzato a Kufa. Fa anche parte dei giorni di festeggiamento supererogatori nel corso del hajj.
- Il 10 Dhu l-Hijja, ʿĪd al-aḍḥā è il culmine delle cerimonie del hajj, in commemorazione del sacrificio compensatorio di un montone operato dal Patriarca Ibrāhīm al posto del figlio Ismāʿīl.
- Il 18 Dhu l-Hijja, i musulmani sciiti celebrano la designazione fatta dal Profeta del cugino ʿAlī nella località del Ghadir Khumm.
- Il 19 Dhu l-Hijja, la figlia del Profeta, Fatima Zahra, entrò nella casa di ʿAlī b. Abī Ṭālib dopo il loro matrimonio.